# Anna Koulberg
Anna Koulberg (* 17. August 2004 in Jette) ist eine belgische Volleyballnationalspielerin.

## Karriere
Koulberg ist die Tochter der ehemaligen Volleyballnationalspieler Anja Duyck und Sacha Koulberg. Sie begann ihre eigene Karriere beim VC Wolvertem. Von 2019 bis 2021 wurde sie an der Topsportschool Vilvoorde weiter ausgebildet. 2021 nahm die Mittelblockerin mit den belgischen Juniorinnen an der U20-Weltmeisterschaft teil. Im selben Jahr wechselte sie zu Asterix Avo Beveren. 2022 nahm sie mit der A-Nationalmannschaft an der Weltmeisterschaft teil, bei der Belgien die zweite Gruppenphase erreichte. Mit Beveren gewann Koulberg in der Saison 2022/23 das nationale Double aus Pokal und Meisterschaft. 2023 gehörte sie zum belgischen Team, das bei der Europameisterschaft ins Achtelfinale kam. In der Saison 2023/24 schied sie mit Beveren in der Champions League nach der Gruppenphase aus. Der Verein verteidigte aber erfolgreich das nationale Double. Danach wurde Koulberg vom deutschen Bundesligisten SC Potsdam verpflichtet.